# دین و باروری

دین و باروری به ارتباط بین دین و باروری می‌پردازد. باروری اغلب در اسطوره‌ها، خدایان باروری و در نظام‌های اعتقادی یا ادیان مختلف وجود دارد. پرستش باروری، جنبهٔ مشترک بسیاری از فرهنگ‌های چندخدایی جهان بوده است. جیمز فریزر  اسطوره‌شناس انگلیسی نوشته است همه ادیان در اصل، آیین‌های باروری بودند که بر گرد پرستش و قربانی کردن و الوهیت خورشیدی متمرکز بودند که در زمان بهار با الههٔ زمین وصلت می‌نماید، این افسانه عصاره همهٔ اساطیر عالم است. فرزندآوری اغلب به‌عنوان نتیجه یک فرایند تصمیم‌گیری کل‌نگر از آرمان‌ها/آرزوها است که از طریق وجود آمدن انگیزه، منجر به عمل و رفتارهای واقعی می‌شود. استدلال شده است که «آرزوها» ممکن است به خواسته‌های شخصی ارتباط داشته باشد، در حالی که «آرمان‌ها» ممکن است به ایده‌ها یا هنجارهای اجتماعی نیز اشاره داشته باشند. دین یکی از نظام‌های ارزشی و فرهنگی است که به نگرش و باور افراد و پیروانشان نسبت به باروری و کنترل جمعیت تأثیر می‌گذارد. به نظر کالوین گلدشایدر «فرضیه الهیات ویژه» رابطهٔ میان دین، مذهب و باروری را توضیح می‌دهد.
یکی از ویژگی‌های دین، اعتقاد به وجود جهانی غیبی، وجود خدا یا خدایان است بر طبق پژوهشی که در سال ۱۹۹۰ در دو کشور اسلوونی و جمهوری چک صورت گرفته اعتقاد به خدا به‌طور مستقل از دین نیز با تمایلات باروری بیشتری همراه بوده است. مذاهب نگرش و آموزه‌های ویژه‌ای به باروری، فرزندآوری و استفاده از وسایل پیشگیری از حاملگی دارند. گروه‌های مذهبی که دارای هنجار باروری یا ارزش‌های خانوادگی بالاتری هستند، بیشتر از سایر گروه‌های مذهبی باروری دارند. متون مقدس پنج دین جهانی (بودیسم، مسیحیت، هندوئیسم، اسلام و یهودیت) از سیستم‌های اعتقادی مشابهی برای اعمال محدودیت برای رفتار جنسی استفاده می‌کنند. این فرضیه وجود دارد که این شباهت یک راه حل فرهنگی مشترک برای یک مشکل بیولوژیکی است: یعنی عدم اطمینان مرد در مورد پدری فرزندان. باروری در یهودیت، مسیحیت و برخی دیگر از دین‌های ابراهیمی دستوری الهی و فرهنگی است؛ چنان‌که در سفر پیدایش ۱:۲۸ آمده است که در آن خدا پس از آفرینش جهان و هر چه در آن است، وظیفه پر کردن و تسلیم کردن و حکومت بر زمین را بر عهده بشر می‌گذارد.
در میان بسیاری از عوامل تعیین‌کننده باروری که در کشورهای توسعه‌یافته مورد مطالعه قرار گرفته‌اند، میزان تحصیلات و وابستگی مذهبی عوامل مهم و متضاد هستند. در حالی که سطح باروری با تعلقات مذهبی افزایش می‌یابد، با سطح تحصیلات زنان کاهش می‌یابد. گلدشایدر استدلال می‌کند که تحول‌های اجتماعی شامل تغییر به سمت اندازهٔ خانواده کوچک‌تر است.

## پیشینه

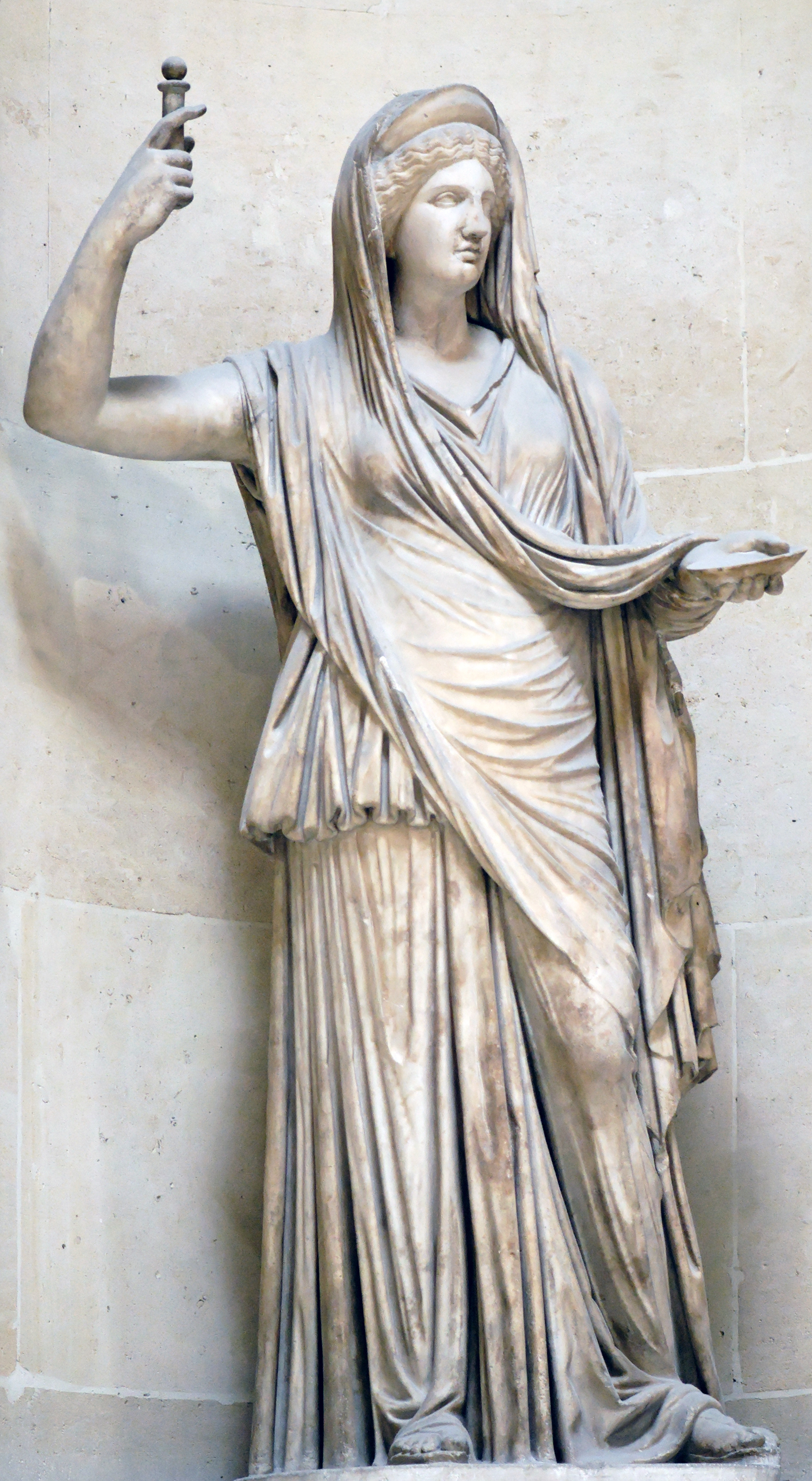
هرا یکی از الهه‌های باروری یونان باستان بود. او شخصیت مادر، الهه زمین حاصلخیز، ازدواج، زنان، زایمان و خانواده است. هرا یکی از قدیمی‌ترین خدایان اساطیر یونانی بود که ریشه‌های روشنی در ریشه‌های قدیمی‌تر و پیش از یونانی هند و اروپایی داشت.

باروری اغلب در اسطوره‌ها، خدایان باروری و در نظام‌های اعتقادی یا ادیان مختلف مطرح شده است.

### ظهور نقش‌های جنسیتی در جوامع انسانی
در تمدن‌های پارینه‌سنگی (۳/۳ میلیون سال پیش تا فاصلهٔ سال‌های ۱۲ هزار سال قبل) از آنجا که تعیین قطعی پدر امکان‌پذیر نبود، به احتمال زیاد تشخیص تبار از طریق مادرتباری صورت می‌گرفته است. گونه انسان در بیشتر دوران حیات خود، شکارچی-گردآورنده بوده است. به گفته انسان‌شناس آمریکایی سارا بلافر هردی، درجه‌ای از برابری زن و مرد در این سیستم وجود داشته است.
از سوی دیگر، فعالیت‌های تولیدمثلی مانند بارداری، شیردهی و مراقبت از کودک مانع عمده‌ای برای مشارکت زنان در بیشتر فعالیت‌های تولید اقتصادی می‌شود. آسیب‌پذیری زنان در طول این دوره‌های بحرانی، اتکای آن‌ها را به تدارکات مردان افزایش می‌دهد. به طوری که هر چه زنان فرزندان بیشتری داشته باشند، زمان و انرژی کمتری را صرف فعالیت‌های غیر باروری می‌کنند. در جوامع اولیه بشری زمانی میانگین طول عمر زنان احتمالاً کمتر از ۲۸ سال و مرگ و میر نوزادان ۷۰ تا ۷۵ درصد بوده است، در این جوامع، برای بقای قبیله، زنان همواره در طول عمر کوتاه خود یا حامله بودند یا شیر می‌دادند؛ بنابراین یک تقسیم کار جنسی ایجاد شد که کارکرد داشت و مورد تأیید زن و مرد بود.
این نظریه وجود دارد که سیستم پدرسالاری اولیه به‌طور تدریجی مستقر شده باشد. از حدود ۶٫۰۰۰ سال قبل از عصر کنونی، در اثر اسکان بشر و پیدایش اولین روستاها و ازدیاد مواد غذایی تعداد جمعیت افزایش یافت و تحولی در سازماندهی جوامع به وجود آمد. توسعه دامپروری و تسلط بر فنون کشاورزی که نیاز به نیروی بدنی زیادی داشت، احتمالاً موجب شده است که مردان امور کشاورزی را به دست گرفته و برخلاف آن بهره‌برداری از پشم و شیر دام که شغلی زنانه به‌شمار می‌آمد، موجب ماندن هر چه بیشتر زنان در فضای خانه شده باشد. ازدیاد ثروت (کشتزار، چراگاه‌ها، دام و ذخایر مواد غذایی) باعث شد که مردان اهمیت بیشتری در جامعه کسب کنند و پدرتباری رواج پیدا کند. از طرف دیگر رقابت تولید مثلی در میان مردان یکی از اساسی‌ترین مشوق‌ها برای مبارزه در جوامع پیش از کشاورزی بوده است. تا قبل از استقرار نهادهای اجتماعی تک همسری و ضد خشونت در جوامع بزرگ‌تر، امکان به دست آوردن همسران زیاد و دستگیری زنان به عنوان برده یا غنیمت از طریق زور محض، رقابت اجتماعی را به نفع مردان قدرتمند و مبارز سوق می‌داد. دور باطلی از تلاقی و انتقام، اغلب نقش محافظ را برای مردان ایجاد و وابستگی زنان به محافظان مرد را تقویت می‌کرده است.
از سوی دیگر، کسانی که قوانین، اشعار، کتاب‌های مذهبی، فلسفه، تاریخ، رساله‌های پزشکی و متون علمی را می‌نوشتند، عمدتاً مردانی بودند که به نفع مردان می‌نوشتند. نقل روایت برتری مردان در طی قرن‌های متمادی بعدی، توسط اسطوره‌ها با تکیه بر تمثیل‌ها و توسط دین با تأکید بر قانون الهی ادامه پیدا کرد.

### پرستش خدایان باروری
در طول تاریخ باستانی جهان، چندخداپرستی — که معمولاً به عنوان پاگانیسم شناخته می‌شود — جنبه تعیین‌کننده همه جوامع و تمدن‌ها بود. اجداد انسان امروزی به طبیعت اعتقاد داشتند و جنبه‌های طبیعی مانند زندگی، مرگ، باران، خورشید و همین‌طور باروری را به صورت مرد یا زن تجسم می‌کردند و آن‌ها را نام‌گذاری می‌کردند. این خدایان قدرتمند می‌توانستند برای کمک به محصولات کشاورزی، زایمان یا پیروزی در جنگ همراه شوند. بخش مرکزی همهٔ ادیان چندخدایی، باروری بود و از آنجایی که طبیعت به طرز پیچیده‌ای باروری را با زنانگی مرتبط می‌کند، الهه‌ها مورد احترام بودند. اولین عبادت‌ها در جهان دقیقاً به موضوع باروری ارتباط داشتند. از ۳۵٫۰۰۰ سال پیش؛ یعنی در دوران پارینه‌سنگی، جوامع اولیه مجسمه‌های مادرانه الهه‌های باروری را می‌پرستیدند.
الهه‌های باروری یکی از ساختارهای اصلی باورهای بدوی بودند. در جوامع چندخدایی توسعه‌یافته‌تر، زنان، زمین و باروری اغلب با هم ترکیب می‌شدند و خدایان پیچیده‌تر را به وجود می‌آوردند تا برداشت پربار، زایمان ایمن و جشن تولید مثل را تضمین کنند. پرستش باروری، جنبهٔ مشترک بسیاری از فرهنگ‌های چندخدایی جهان بود.

### فرقه‌های باروری

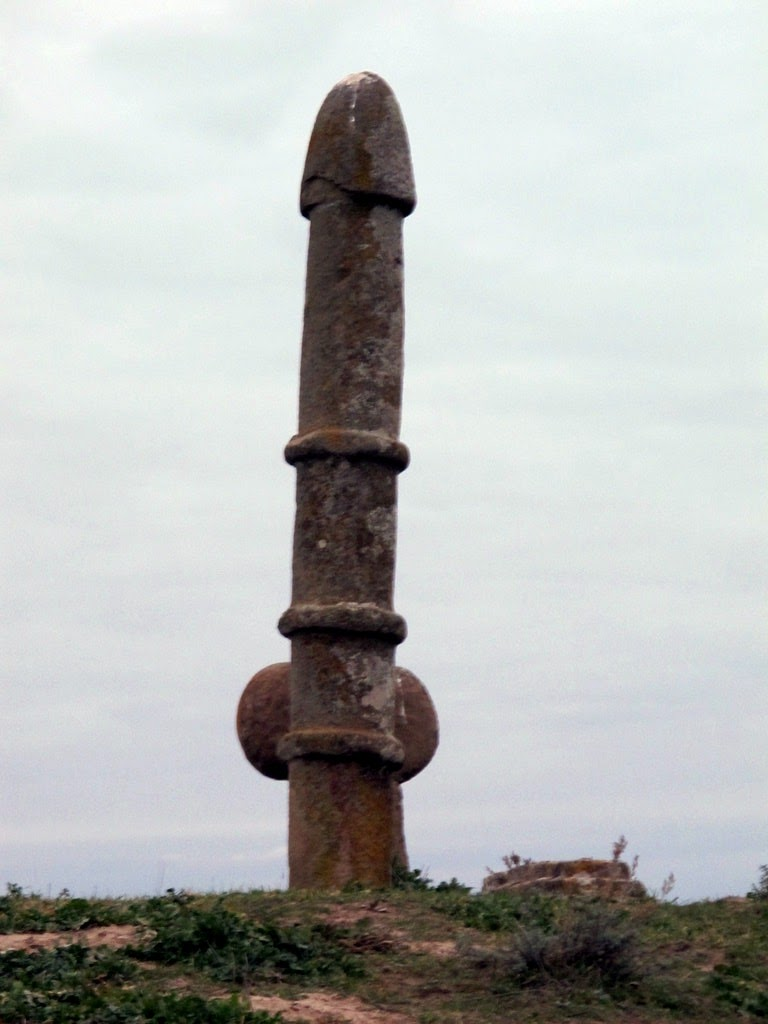
در رسانه‌های رایج، سنگ‌های گورستان خالد نبی اغلب به عنوان نمونه‌هایی از معماری فالیک توصیف می‌شوند.

انسان‌شناسی اجتماعی، جیمز فریزر، عقیده دارد که کهن‌ترین ادیان فرقه‌های باروری بودند.  که بر گرد پرستش و قربانی کردن و الوهیت خورشیدی متمرکز بودند که در زمان بهار با الههٔ زمین وصلت می‌نماید او می‌افزاید این افسانه عصاره همهٔ اساطیر عالم است. فرقه باروری نوعی پرستش طبیعت است که تلاش می‌کند از باروری گیاهان، حیوانات و انسان‌ها محافظت کند. فرقه‌های باروری معمولاً بر خدای خاصی تمرکز می‌کنند و پیروان معتقدند که با حمایت از آن خدا یا الهه، باروری حاصل می‌شود. فرقه‌های باروری در ادیان چندخداپرستی باستان رایج بود، جایی که مناسک خاصی در زمان‌های معینی برای اطمینان از باروری و جلوگیری از خشکسالی و عقیمی انجام می‌شد. آداب و رسوم رایج شامل قربانی کردن حیوانات — و گاهی انسان — و همچنین فحشا در معبد بود. شواهدی از فرقه‌های باروری در سراسر جهان از جمله در مصر، قاره آمریکا، اروپا، هند، چین و خاورمیانه یافت شده است.
یکی از اشکال فرقه باروری پرستش فالیک است که اساس آن پرستش اصل زایندگی و باروری و نماد آن اندام‌های جنسی یا فَـلـِس یا عمل آمیزش جنسی است. به‌طور کلی باید توجه داشت که در پرستش فالیک اساساً خدایان مذکر مورد پرستش نیستند، اگرچه معمولاً خدای مهم‌تر ممکن است همراه با همدمی از جنس دیگر یا خدایی دوجنسی (هم مرد و هم زن) باشد. در میان هندوها نماد فَـلـِس را لینگام و همتای زن آن را یونی می‌نامند. لینگام نماد قدرت باروری شیوا است. فرقه‌های فالیک در فرهنگ‌های سنتی مناطق گوناگون جهان رایج هستند. در مکزیک، آمریکای مرکزی، پرو و سایر نقاط آمریکا نمادهای فالیک یافت می‌شود. اغلب سنگ‌های گورستان خالد نبی به عنوان نماد فَـلـِس درک می‌شود. به گفته بنجامین فریدمن در بین خزرها پرستش فالیک مرسوم بوده است.

## باروری در ادیان زنده جهان

### تقدس و اهمیت
در دین‌های سنتی آفریقایی، برخی از قبایل، اطمینان از باروری با بقا در آخرت مرتبط است. طبق اعتقاد دین بومی مردم یوروباها، مردگان تا زمانی که فرزندانشان آنها را به یاد دارند زنده می‌مانند بنابراین مرگ تنها زمانی کامل می‌شود که هیچ‌کس آنها را به یاد نیاورد. از نظر معنوی، فرزندان فرد از این طریق زندگی ابدی او را تضمین می‌کنند. بر این اساس ناباروری یک فاجعه محسوب می‌شود. طبق باورهای رایج در نیجریه، ارواح ماوراء طبیعی می‌توانند به پایان دادن به ناباروری زوجین نیز کمک کنند. برای بهره‌مندی از قدرت‌های خدایان، مؤمنان به زیارتگاه‌ها می‌روند و به مراسم باروری می‌پیوندند.
برخلاف برخی ادیان دیگر، بودیسم به شدت طرفدار خانواده نیست و فرزندآوری را یک وظیفه دینی نمی‌داند.
بر باور هندوئیسم برای به کمال رسیدن انسان چهار هدف مشروع در زندگی انسان وجود دارد: «آرتا»، کسب ثروت مادی، «کاما»، لذّت و بهره‌مندی از تمامی اقسام ثروت انسان، «دارما»، تحقق خیر یا مناسکی که زندگی را تقویت می‌کند و «موکشا»، رهایی که بالاترین هدف زندگی است. در هندوئیسم دارما اساساً وظیفه‌ای است که باید برای رفاه خود و جامعه انجام شود. عدم انجام این کار منجر به هرج و مرج اجتماعی و هرج و مرج کیهانی می‌شود. در هندوئیسم تولید فرزند یک وظیفه زمینی و ضروری برای حفظ ثبات جامعه است. بسیاری از هندوها تولید فرزندان را یک «وظیفهٔ عمومی» می‌دانند، نه صرفاً بیان فردی. اساطیر هند پر از داستان‌هایی در مورد کارهایی که زوج‌ها در گذشته برای غلبه بر مشکل ناباروری خود انجام داده‌اند. هر فرد هندو به دلیل دارما موظف است که یک فرزند بیاورد که باید مراسم سالانه شرادها (ارائه هدایایی به اجداد) را انجام دهد. این کودک یک دارما پوترا است. هدایای شرادها به اجداد هندوها این امکان را می‌دهد که خود را در محل زندگی‌شان در پاتالا (دنیای پس از مرگ) تغذیه کنند. بدون دارما پوترا (فرزند) برای ارائه آن پیشکش، اجداد در پاتالا از شکنجه، گرسنگی و تشنگی رنج می‌برند.
ماریان موله عقیده دارد که اساس نظام مزدیسنا مفهوم باروری بوده است. جان هینلز استاد دین‌شناسی تطبیقی تشویق به باروری در دستورهای دینی مزدیسنا را به این صورت شرح می‌دهد: طبق جهان‌بینی دینی مزدیسنا این جهان به خدا تعلق دارد، پس رهبانیت یا ریاضت‌طلبی و کناره‌گیری از آن گناه است. اگر مشخصهٔ خدا آفرینندگی و افزایش‌بخشی است، پس وظیفهٔ دینی آدمیان کار برای افزایش آفرینش خوب از طریق کشاورزی و پیشه‌وری و ازدواج است. تجرد گناه است زیرا مانع آفرینش خوب است. سقط جنین و همجنس‌گرایی نیز گناه به‌شمار می‌روند، زیرا این اعمال به گونه‌ای مؤثر مانع تحقق هدف واقعی که همان افزایش آفرینش خوب است، می‌شوند.
مضمون باروری و عقیمی در کتاب مقدس عهد عتیق نقش اساسی دارند. فرمان «بارور باشید و کثیر شوید و زمین را پر کنید» (سفر پیدایش ۱:۲۸) اولین فرمانی بود که پس از خلقت آدم به او داده شد. به همین ترتیب، «او جهان را برای ویران شدن نیافرید، بلکه برای سکنه شدن» (کتاب اشعیا ۴۵:۱۸) مبنای دیگری برگرفته از کتاب مقدس برای اهمیت باروری برای یهودیان ارتدکس است.
در ابتدای تاریخ مسیحیت حواریون به پیروی از عیسی مسیح ازدواج، توجه به جسم و غرایز جنسی را مذموم می‌دانستند و پیروانشان نیز این اهداف را مدنظر قرار می‌دادند اما روحانیان بعدی این دین از قبیل آگوستین (۴۳۰–۳۵۴ میلادی) پیشگیری و سقط را مذموم دانستند. در حال حاضر کشیشان کاتولیک هرچند خود حق ازدواج ندارند اما معتقد هستند که اولین هدف از ازدواج باروری و تولید فرزند است. شاخه‌های اصلی مسیحیت، از جمله کلیسای عیسی مسیح قدیسان آخرالزمان و کلیسای کاتولیک تولید مثل را تشویق می‌کنند.
علامه طباطبایی در تفسیر المیزان یکی از فایده‌ها و حکمت‌های ازدواج را از دیدگاه قرآن، بقای نسل انسان و حفظ حیات نوع بشر می‌داند. یکی از آیاتی که مفسران در آن غرض از ازدواج را به‌طور عمده تولید مثل و زاد و ولد، دانسته‌اند، آیه ۲۲۳ بقره است. این آیه در مقام بیان مسئله زناشویی و تولید نسل برای بقای نوع انسان، مرد را مانند کشاورز بذرافشان و زن را چون کشتزاری می‌داند که نطفه مرد در رحم او رشد می‌کند و زن با تولید فرزند مایه بقای نسل آدمی است.

### مسئله قطعیت پدری
به نظر می‌رسد که انسان‌ها نگرانی بیشتری در مورد اطمینان از پدری نسبت به دیگر پستانداران دیگر نشان می‌دهند. سؤال برای انسان‌ها فقط این نیست که چگونه با یک ماده فرزندآوری کنند، بلکه این مسئله مطرح است که چگونه می‌توان اطمینان حاصل کرد که مراقبت‌های پدری یک فرد به جای فرزندان یک مرد دیگر به فرزندان بیولوژیکی او منتقل می‌شود. بر این اساس، انسان‌ها نسبت به قطعیت پدری به طرق مختلف ابراز نگرانی می‌کنند.
این به این دلیل است که آنها نمی‌خواهند زمان، انرژی و منابع خود را برای کودکی که مال آنها نیست به خطر بیاندازند. مردان برای به حداکثر رساندن اطمینان پدری ممکن است راهبردهایی برای کنترل انحصار شریک‌های زن خود اتخاذ کنند از خانه‌نشین کردن گرفته تا به بنده گرفتن، تلقین، تحت‌نظر قرار دادن، حرف درآوردن و استفاده از قوانین وراثت و دیگر قوانین.
متون مقدس پنج دین جهانی (بودیسم، مسیحیت، هندوئیسم، اسلام و یهودیت) از سیستم‌های اعتقادی مشابهی برای اعمال محدودیت برای رفتار جنسی استفاده می‌کنند. این فرضیه وجود دارد که این شباهت یک راه حل فرهنگی مشترک برای یک مشکل بیولوژیکی است: عدم اطمینان مرد در مورد پدری فرزندان. بر اساس پژوهشی که توسط دانشگاه میشیگان به عمل آمده نتیجه‌گیری شده است که مذهب‌های عمده جهان از جوامع مردسالار نشأت گرفته‌اند که در آنها منابع حیاتی برای تولید مثل، چه به صورت زمین و چه به صورت دام، از پدر به پسر و از خط مردانه به ارث رسیده است. مطابق با وراثت پدری، متون مقدس مجازات‌های سختی را برای زنا و سایر رفتارهایی که احتمال پدر بودن شوهر را کاهش می‌دهد، تعیین می‌کند. کتاب مقدس همچنین تأکید بیشتری بر عفت زن نسبت به مرد دارد، از جمله الزام به نوع پوشش عفیفانه برای زنان و آرمان‌سازی باکرگی برای زنان مجرد. مذاهب جهانی اصول بسیاری را به اشتراک می‌گذارند که ممکن است باعث پرهیز از سردرگمی مردان از پدر بودن خود شود. به عنوان مثال، در یهودیت، قوانین قاعدگی تعداد دفعات رابطه جنسی را در حوالی زمان تخمک‌گذاری افزایش می‌دهد. در اسلام از اغتشاش پدری با حکم قرآن جلوگیری شده است که زن پس از طلاق باید سه قاعدگی صبر کند تا دوباره ازدواج کند. متن هندو، «قوانین منوسمرتی»، پند می‌دهد که «کاشت در مزرعه مرد دیگر» انجام نگیرد. اظهارات قوی علیه زنا و فرزندان خارج از ازدواج در کتاب مقدس یافت می‌شود و در بودیسم زنا نوعی سوءرفتار جنسی است. برای جلوگیری از زنا از طرف زن، ادیان از استراتژی کنترل حضور در حوزه عمومی استفاده می‌کنند برای مثال عدم حضور در هنگام قاعدگی در یک مکان عبادت که به این وسیله دین از ایدئولوژی نجس بودن در زمان قاعدگی استفاده می‌کند تا اطمینان حاصل کند که زنان صادقانه وضعیت باروری خود را به شوهر و خانواده شوهرشان نشان می‌دهند و همین‌طور ترس از مجازات الهی یا ماوراء طبیعی است که در هر دو حالت موجب پایین آمدن نرخ فرزندآوری خارج از ازدواج می‌شود.

### پیشگیری
دیدگاه‌ها در مورد اشکال مختلف پیشگیری از بارداری بر اساس دین تغییر می‌کند، یکی از ایده‌هایی که اکثر مذاهب به اشتراک می‌گذارند این است: کودکان و زندگی آنها هدیه‌ای از جانب خداوند است. قبل از دهه ۱۹۳۰، همه فرقه‌های مسیحی به موضع رسمی کلیسای کاتولیک در مورد کنترل تولد پایبند بودند. کلیسای کاتولیک رسماً معتقد است که کنترل تولد نقض قوانین طبیعی است و آمیزش جنسی به منظور تولید مثل است اما هیچ مخالفتی با تنظیم خانواده طبیعی وجود ندارد. برای زوج‌های متأهل، تنظیم خانواده طبیعی (معروف به روش ریتمیک) مستلزم برقراری رابطه جنسی با در نظر گرفتن چرخه باروری زن است. به عبارت ساده‌تر - در روزهایی که زن در حال تخمک‌گذاری است، رابطه جنسی انجام نشود. فرقه‌های پروتستان در مورد استفاده از روش‌های پیشگیری از بارداری ملایم‌تر از کاتولیک‌ها هستند. قرآن جلوگیری از تولد را منع نکرده است و در صورتی که هر دو طرف به استفاده از آن رضایت داشته باشند، تمام اشکال پیشگیری از بارداری مجاز است اما این نکته وجود دارد که اگر شوهر با استفاده از روش پیشگیری از بارداری توسط زن موافقت نکند، زن مجاز به استفاده از آن نیست. مطالعات انجام شده بر روی زنان آمریکایی که به اسلام عمل می‌کنند نشان می‌دهد زنانی که خود را مسلمان سنی می‌دانند نسبت به مسلمانان شیعه کمتر از انواع روش‌های پیشگیری از بارداری استفاده می‌کنند. زنان مسلمان شیعه بیشتر از سایر انواع قرص‌های ضدبارداری استفاده می‌کنند.
نگرش بودایی به پیشگیری از بارداری بر این ایده استوار است که کشتن به هر دلیلی اشتباه است. رایج‌ترین دیدگاه بودایی‌ها در مورد کنترل بارداری این است که اگر مانع از بارداری شود، پیشگیری از بارداری قابل قبول است، اما داروهای ضدبارداری که با توقف رشد تخمک بارور شده عمل می‌کنند، اشتباه هستند و نباید استفاده شوند. بودایی‌ها بر این باورند که زندگی زمانی آغاز می‌شود که تخمک بارور می‌شود. به همین دلیل است که برخی از روش‌های پیشگیری از بارداری، مانند آی‌یودی، که با کشتن تخمک بارور شده و جلوگیری از لانه گزینی عمل می‌کنند، غیرقابل قبول هستند. آیین هندو به‌طور کلی با سقط جنین مخالف است، مگر در مواردی که برای نجات جان مادر ضروری باشد. دارایا (آموزه قوانین مذهبی و اخلاقی هندوها) بر لزوم اقدام به خاطر خیر جهان، تأکید می‌کند؛ بنابراین، برخی از هندوها بر این باورند که تولید کودکان بیشتر از آنچه که محیط‌زیست می‌تواند حمایت و تحمل کند، خلاف این قانون هندو است. اگرچه باروری مهم است، باروری بیش از حد، به منزله نقض آهیمسا (قاعده رفتار غیرخشونت‌آمیز) تلقی می‌شود.

### منع اعمال جنسی بدون ارتباط با باروری
تاریخ‌نگار آمریکایی دیوید لودن نوشته است. یکی از ویژگی‌های جهانی ادیان در سراسر جهان محافظه‌کاری جنسی است. همه مذاهب رابطه جنسی قبل از ازدواج یا خارج از ازدواج را محکوم می‌کنند یا حداقل از آن جلوگیری می‌کنند و در عوض اصرار دارند که فعالیت جنسی فقط در قالبی متعهدانه و مورد تأیید مذهبی قابل قبول است. استدلال چیزی شبیه به این است: رابطه جنسی مربوط به تولید مثل است، و بنابراین شما فقط در صورتی باید در این عمل شرکت کنید که بخواهید به همسرتان کمک کنید تا فرزندانی که شما به وجود می‌آورید را رشد و پرورش دهد؛ بنابراین، به نظر می‌رسد که یکی از کارکردهای دین اعمال نگرش‌های محافظه‌کارانه در مورد جنسیت به منظور تشویق اعضای خود به دنبال کردن سبک زندگی مناسب برای گسترش خانواده است.
یک مقاله در روان‌شناسی امروز در سال ۲۰۱۶ بیان کرد که هر چه افراد مذهبی‌تر باشند، احتمال اینکه تخیلات جنسی خود را محدود کنند، شریک جنسی کمتری داشته باشند، کمتر از پورنوگرافی استفاده کنند و مخالفت شدیدتری با استفاده از اسباب‌بازی‌های جنسی نشان دهند، بیشتر می‌شود.
«هدر دادن منی» از نظر مراجع یهود حرام است و در تلمود (یکی از کتاب‌های اصلی یهودیت)، خودارضایی با زنا مقایسه شده است. پس از آغاز هزاره اول، الهی‌دانان مسیحی نیز خودارضایی را به شیوه‌ای شدیدتر محکوم کردند. توماس آکویناس (میلادی ۱۲۲۵–۱۲۷۴)، الهی‌دان کاتولیک رومی، می‌نویسد که خودارضایی یک رذیلت غیرطبیعی و گونه‌ای از شهوت مانند حیوان‌خواهی، لواط و شاهدبازی است که با ایجاد انزال جدای از آمیزش، بدون جفت و جور، به خاطر لذت جنسی انجام شده و انجام آن گناه است. از نظر آکویناس، چهار شکل غیر زاینده جنسی بدتر از زنا و تجاوز جنسی هستند، زیرا – اگرچه برای دیگران مضر نیستند – از آنجا که گناهان علیه طبیعت هستند، از گناهانی به حساب می‌آیند که مستقیماً علیه خود خدا به عنوان خالق طبیعت انجام می‌شوند. در اسلام خودارضایی بر اساس نظر اکثر علما حرام یا مکروه است. با این حال، یک دیدگاه اقلیت در برخی مذاهب اسلامی خودارضایی را به عنوان جایگزینی برای «زنا»، یا در صورت ناتوانی ازدواج در اسلام مجاز می‌داند.
دین‌های ابراهیمی، یهودیت و مسیحیت و اسلام در سنت لواط را نهی می‌کنند و معتقدند و تعلیم می‌دهند که چنین رفتاری گناه است. در کتاب احکام یهودی سفر ها-چینوچ آمده است که یکی از دلایل ممنوعیت همجنس‌گرایی مردان این است که منی بدون هدفی سازنده از بین می‌رود.

## تأثیر
فرزندآوری اغلب به‌عنوان نتیجه یک فرایند تصمیم‌گیری کل‌نگر از آرمان‌ها/آرزوها است که از طریق وجود آمدن انگیزه، منجر به عمل و رفتارهای واقعی می‌شود. استدلال شده است که «آرزوها» ممکن است به خواسته‌های شخصی ارتباط داشته باشد، در حالی که «آرمان‌ها» ممکن است به ایده‌ها یا هنجارهای اجتماعی نیز اشاره داشته باشند.
هرویگ بیرگ دانشمند جمعیت‌شناس آلمانی گزارش می‌کند که تقریباً همه ادیان جهان نگرش تولدگرایی دارند. این موضوع را می‌توان با این واقعیت توضیح داد که جریان‌های مذهبی که دستورالعمل آنان نسبت به تولید مثل انسان بی‌تفاوت یا حتی خصمانه است، فرزندان کمتری نسبت به پیروان ادیان ترویج‌دهنده تولد دارند و همچنین به سختی برای خانواده‌های دارای فرزند جذابیت دارند. از آنجایی که جامعه‌پذیری مذهبی از دوران کودکی آغاز می‌شود و ثابت شده است که کودکان یک جامعه مذهبی حتی در بزرگسالی نیز همان ایمان خود را حفظ می‌کنند، جریان‌های مذهبی تولدگرا تنها به دلایل جمعیت‌شناختی به‌طور مستمر قوی‌تر خواهند شد. از سوی دیگر، ادیانی که ضد تولد هستند - مانند شاکریسم - به‌طور طبیعی در معرض خطر انقراض می‌گیرند.
یافته‌ها نشان می‌دهد که افزایش ایمان مذهبی با رشد جمعیت در بخش‌هایی از جهان همراه بوده است. ایمان و نفوذ مذهبی می‌توانند بر میزان باروری کل در سطوح فردی و کشوری تأثیر بگذارند. بر اساس نظرسنجی پیمایش ارزش‌های جهانی، پیپا نوریس و اینگلهارت، ۷۳ کشور را به‌عنوان «سکولارترین»، «معتدل‌ترین» یا «مذهبی‌ترین» رتبه‌بندی کردند. میانگین میزان باروری کل در ۱۹۷۰–۱۹۷۵ برای سکولارترین کشورها ۲٫۸ کودک، برای متوسط ۳٫۳ و برای بیشتر مذهبی‌ها ۵٫۴ بود. مقادیر مربوط در سال‌های ۲۰۰۰–۲۰۰۵ ۱٫۸، ۱٫۷ و ۲٫۸ بودند. چندین مطالعه دیگر نیز نشان می‌دهد که دینداری طرفدار میزان باروری کل بالا است. در سال ۲۰۲۱ در نتیجه پژوهشی که توسط گروه علوم زیستی و محیطی دانشگاه گوتنبرگ در کشورهای آفریقای جنوب صحرا صورت گرفته آمده است: یافته‌ها به وضوح نشان می‌دهد که دین بر باروری و استفاده از روش‌های پیشگیری از بارداری تأثیر می‌گذارد. این تأثیر در اسلام و دین‌های بومی آفریقایی در مقایسه با مسیحیت بیشتر بوده است. علاوه بر این، سایر عوامل مهم اجتماعی-اقتصادی و فرهنگی بر باروری و پیشگیری از بارداری تأثیر می‌گذارند. تحصیلات، اقتصاد و دسترسی به تنظیم خانواده با دینداری رابطه منفی دارد، اما قدرت این رابطه بسته به دین، محل سکونت و منطقه به‌طور کلی متفاوت است. همچنین در تحقیقی که در سال ۲۰۱۹ انجام شده عنوان شده است که افراد مذهبی از سازگاری (زیست‌شناسی) بیشتری برخوردارند، به این معنی که آنها بیشتر تولید مثل می‌کنند و به نوبه خود احتمال بیشتری برای انتقال ژن‌های صفات مرتبط با دینداری دارند.

### شرط تأثیر
کوین مک‌کوئیلن در مقاله چه زمانی مذهب بر باروری تأثیر می‌گذارد؟ (۲۰۰۴) نوشته است: دین زمانی نقش مؤثری ایفا می‌کند که سه شرط برآورده شود:
- اول، دین حاوی هنجارهای رفتاری اثرگذار بر باروری باشد.
- دوم، دین ابزاری برای انتقال این ارزش‌ها و ترویج تبعیت داشته باشد.
- سوم، دین جزء اصلی هویت اجتماعی پیروانش را تشکیل بدهد.[۵۴]

### نرخ باروری و رشد جمعیت
در سطح جهان، مسلمانان بالاترین نرخ باروری را دارند، به‌طور متوسط ۳٫۱ فرزند به ازای هر زن - بسیار بالاتر از سطح جایگزینی (۲٫۱)، حداقلی که معمولاً برای حفظ یک جمعیت پایدار لازم است. باروری هندوها (۲٫۴) مشابه میانگین جهانی (۲٫۵) است. در سراسر جهان، باروری یهودیان (۲٫۳ فرزند برای هر زن) نیز بالاتر از سطح جایگزینی است. همه گروه‌های دیگر سطح باروری بسیار پایینی برای حفظ جمعیت خود دارند: ادیان عامیانه (۱٫۸ فرزند به ازای هر زن)، سایر ادیان (۱٫۷)، غیر مذهبی‌ها (۱٫۷) و بودایی‌ها (۱٫۶).

#### ادیان با رشد جمعیتی بالاتر از سطح جایگزینی
یهودیان فوق‌ارتدکس، حریدی‌ها

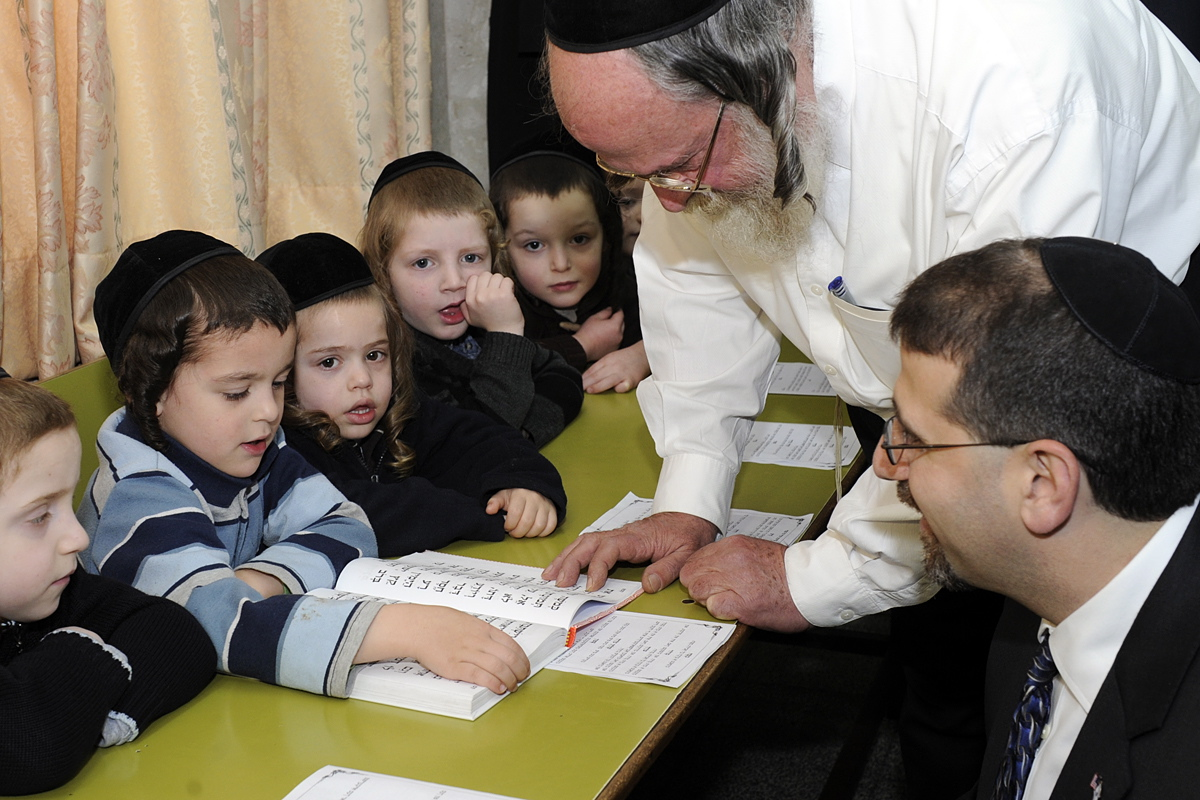
کودکان حریدی در حال آموزش. حریدی‌ها ۱۳ درصد از جمعیت اسرائیل را تشکیل می‌دهند. تا سال ۲۰۴۸، این تعداد تقریباً دو برابر خواهد شد.

آموزه‌های یهودی در مورد ازدواج و تولید مثل، مبارزه ملی برای بقا و سنت‌های یک جامعه توحیدی بود که در آن فرد از طریق خانواده تداوم می‌یافت. یهودیت الزام به بچه‌دار شدن را تحمیل می‌کند، اگرچه عشق و همراهی از اهداف به همان اندازه مهم ازدواج تلقی می‌شوند. از هر ده یهودی، یک نفر پیرو یهودیت ارتدکس (۱۰٪) است، از جمله ۶٪ به جوامع افراطی ارتدکس یا حریدی و ۳٪ ارتدکس مدرن تعلق دارند. نرخ بالای زاد ولد یکی از جنبه‌های مهم جمعیت یهودیت ارتدکس است: آنها در بین تمام یهودیان زایش بیشتری دارند و جوامع افراطی ارتدوکس یا حریدی با ۶ فرزند در هر خانواده متوسط، برخی از بالاترین نرخ‌ها را در جهان دارند. یهودیان حریدی، به جدایی جنسیتی مطلق باور دارند. در سال ۲۰۱۳ در نظرسنجی مرکز تحقیقات پیو به‌طور متوسط ۴٫۱ کودک در میان یهودیان ارتدوکس در سنین ۴۰ تا ۵۹ سال، در مقایسه با ۱٫۹ کودک به ازای هر بزرگسال یهودی وجود داشت. به‌طور کلی. این نشان می‌دهد که سهم ارتدوکس از جمعیت یهودی در حال افزایش است. بر اساس نظرسنجی مرکز تحقیقات پیو در سال ۲۰۱۳، در گذشته، باروری بالا در جامعه ارتدوکس ایالات متحده حداقل تا حدی با فرسایش جبران می‌شد: تقریباً نیمی از پاسخ دهندگان در نظرسنجی که به عنوان یهودیان ارتدوکس بزرگ شده بودند، می‌گویند که دیگر ارتدوکس نیستند. اما به نظر می‌رسد که روند افت پیروی از ارتدکس در حال کاهش است و در بین افراد ۱۸ تا ۲۹ ساله به‌طور قابل توجهی کمتر از افراد مسن است.
نرخ رشد جمعیت یهودیان فوق‌ارتدکس (حریدی) در اسرائیل بالاترین میزان در میان جمعیت کشورهای توسعه‌یافته و حدود ۴ درصد در سال است. عوامل زیربنای این رشد به ویژه سریع عبارتند از نرخ بالای باروری، استانداردهای مدرن زندگی و پزشکی، متوسط سن پایین در ازدواج، و تعداد زیاد فرزندان در هر خانواده. در نتیجه، جمعیت افراطی ارتدوکس در اسرائیل بسیار جوان است، با حدود ۶۰ درصد سن زیر ۲۰ سال، در مقایسه با ۳۱ درصد از جمعیت عمومی کشور اسرائیل. در سال ۲۰۲۲، جمعیت حریدی حدود ۱۲۸۰۰۰۰ نفر بود که از ۷۵۰۰۰۰ نفر در سال ۲۰۰۹ افزایش یافت و ۱۳٫۳٪ از کل جمعیت اسرائیل را تشکیل می‌داد. بر اساس پیش‌بینی‌های اداره مرکزی آمار (CBS)، انتظار می‌رود اندازه نسبی آن در سال ۲۰۳۰ به ۱۶ درصد برسد و در سال ۲۰۳۳ به دو میلیون نفر برسد.
مورمون‌ها

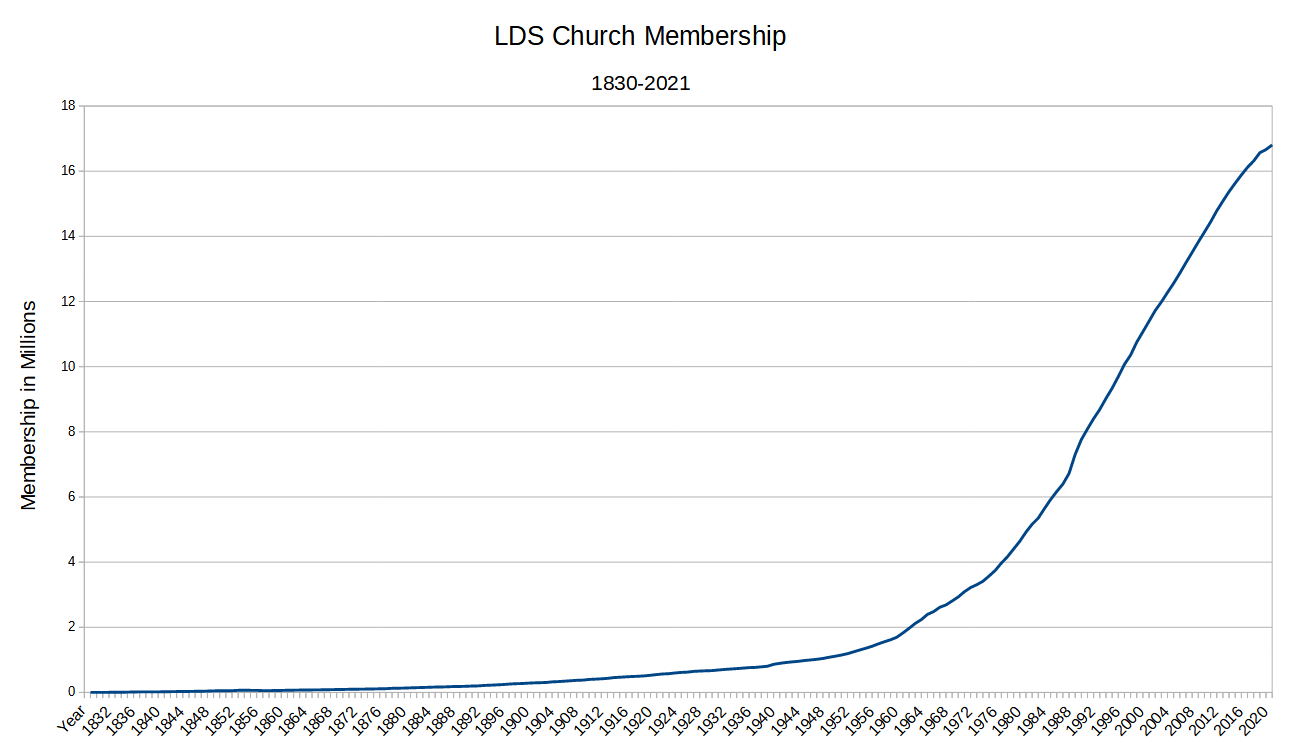
در نیمه دوم قرن بیستم کلیسای عیسی مسیح قدیسان آخرالزمان شاهد رشد عددی شگرفی بوده است.

طبق آمار کلیسای عیسی مسیح قدیسان آخرالزمان یا مورمون چهارمین هیئت مذهبی بزرگ در ایالات متحده است. مورمون‌ها بیشتر از سایر گروه‌های مذهبی در ایالات متحده ازدواج می‌کنند و نرخ تولد بالایی را در ایالات متحده دارند. در مطالعه سال ۲۰۱۴، اکثر بزرگسالانی که به عنوان مورمون بزرگ شده‌اند، هنوز به عنوان مورمون شناخته می‌شوند (۶۴٪)، میزان وراثت مذهبی تقریباً برابر با پروتستان‌های انجیلی (۶۵٪) و کمی بالاتر از کاتولیک‌ها (۵۹٪) است. از سال ۲۰۲۱، اعضای کلیسای آمریکایی به‌طور متوسط ۲٫۸ کودک در هر خانواده در سنین ۳۵–۴۵ سال دارند، در مقابل میانگین ملی ایالات متحده که ۲٫۰۶ است.
آمیش‌ها
در سال ۱۹۷۹ یک مقاله تحقیقاتی نشان داد که مردم آمیش به‌طور متوسط ۶٫۸ فرزند در هر خانواده داشتند و نرخ باروری کل در دهه ۲۰۱۰ میلاد، ۵٫۳ بوده است. برآوردهای جمعیت در سال ۲۰۲۲ نشان می‌دهد که جمعیت آمیش‌ها هر ۲۰ سال دو برابر می‌شود.
کویورفول
جنبشی در میان پروتستان‌های محافظه‌کار، که به جنبش کویورفول معروف است، از خانواده‌های پرجمعیت حمایت می‌کند و کودکان را نعمتی از جانب خداوند می‌داند. کویورفول به مزامیر ۱۲۷ از کتاب مقدس، جنبه سیاسی داه‌اند، آنها همچنین از یک سیستم اعتقادی پیروی می‌کنند که از کنترل تولد اجتناب می‌کند و معتقد است که خداوند تعداد مناسبی فرزندان را به آنها خواهد داد. آنها به معنای واقعی کلمه بر این باورند که هر کسی که بیشترین نوزاد را داشته باشد، برنده است و آن را مبارزه اساسی سیاسی و معنوی می‌دانند.
یکی از نویسندگان مرتبط با کویورفول گفته است:
این رحم است که «بذر الهی» را دریافت و تغذیه می‌کند که بیرون خواهد آمد تا نور در تاریکی باشد و اعمال شیطان را در این جهان نابود کند. خدا به دنبال ارتش است. … رحم سلاحی قدرتمند در برابر شیطان است. برخی از زنان از آوردن نوزاد به این دنیای شیطانی می‌ترسند، اما این یکی از مهم‌ترین دلایل بچه دار شدن است – روشنایی در این دنیای تاریک!
مسلمانان
در سطح جهان، مسلمانان بالاترین نرخ باروری را دارند.
در آفریقای جنوب صحرا نرخ باروری کل برای دو گروه مذهبی با سریع‌ترین رشد — مسلمانان و پیروان مذاهب عامیانه — بالاتر از نرخ‌های مسیحیان و افراد غیر وابسته است.
در هند مسلمانان نرخ باروری بیشتری نسبت به هندوها دارند. عواملی که برای این تفاوت در نظر گرفته شده است، ممنوعیت فرهنگی ازدواج مجدد زنان بیوه، برهماچاریا (پرهیز جنسی در ادیان هندی) و وجود چندهمسری در بین مسلمانان است. لازم به توضیح است که بر اساس قانون ازدواج هندوها، ۱۹۵۵ ازدواج هندویی را که همسرش هنوز زنده بود ممنوع اعلام شد؛ بنابراین چندهمسری در هند از سال ۱۹۵۶ غیرقانونی شد، این قانون به‌طور یکسان برای همه شهروندان آن به جز مسلمانان، که مجاز به داشتن چهار همسر و برای هندوها در گوا و در امتداد سواحل غربی که مجاز به داشتن دو همسر هستند اجرا می‌شود.
طبق مطالعه‌ای که در سال ۲۰۱۱ توسط مرکز تحقیقات پیو منتشر شد، مانند سایر نقاط جهان، نرخ باروری در کشورهایی با جمعیت اکثریت مسلمان ارتباط مستقیمی با میزان تحصیلات دارد. زنان با رسیدن به سطوح بالاتر تحصیلی تمایل دارند فرزندآوری را به تأخیر بیاندازند. با ادامه تحصیل زنان مسلمان، نرخ باروری آنها کاهش خواهد یافت. به‌طور کلی، در میان ۲۴ کشور با اکثریت مسلمان که داده‌های سازمان ملل در مورد آنها در دسترس است، هر چه تعداد افرادی که در فقر زندگی می‌کنند بیشتر باشد، نرخ باروری ملی بالاتر است. عکس آن نیز صادق است: با افزایش استانداردهای زندگی، نرخ باروری کاهش می‌یابد.

## سازوکار اثرگذاری
کالوین گلدشایدر در کتاب جمعیت، نوسازی و ساختار اجتماعی (۱۹۷۱) فرض می‌کند که دینداری می‌تواند به طرق مختلف بر فرایند تصمیم‌گیری فرزندآوری تأثیر بگذارد. به‌ویژه، آموزه‌های دینی تولدگرایی برای درک این تأثیر محوری هستند. گلدشایدر تأثیر آموزه‌های مستقیم مذهبی را تحت عنوان «الهیات ویژه» خلاصه کرد و تأکید کرد که بسیاری از ادیان صریحاً پیروان خود را تشویق به داشتن تعداد زیادی فرزند می‌کنند. کوین مک‌کوئیلن در سال (۲۰۰۴) نوشته است علاوه بر این، ادیان اغلب بر ارزش‌های خانوادگی مرتبط با والدین، مانند اهمیت ازدواج و نقش زنان به‌عنوان مادر و مراقب تأکید می‌کنند. برای مثال، کلیسای کاتولیک مجموعه‌ای از قوانین و ارزش‌های تولدگرایی تعریف‌شده در رابطه با ازدواج و خانواده ایجاد کرده است. در کاتولیک‌ها، مورمون‌ها و دین‌های بومی آفریقایی، ارتباط بین اصول الهیات خاص و نگرش‌ها و پیامدهای باروری مشخص شده است. در فرضیه الهیات ویژه برخی از آموزش‌های دینی مانند مخالفت با روش‌های پیشگیری از بارداری، پدرسالاری و محدود کردن استقلال زنان به‌طور مستقیم و غیرمستقیم باعث افزایش باروری می‌شوند.

### باورهای متافیزیکی
یکی از ویژگی‌های دین، اعتقاد به وجود جهانی غیبی، وجود خدا یا خدایان، ارواح و امثال آن است. بر طبق پژوهشی که در سال ۱۹۹۰ در دو کشور اسلوونی و جمهوری چک صورت گرفته اعتقاد به خدا و جاندار انگاری (نیروی حیات) به‌طور مستقل از دین نیز با تمایلات باروری بیشتری همراه بوده است.
اگرچه ترکیب مذهبی جمعیت در ژاپن، کره جنوبی و سنگاپور متفاوت است، نتایج تحلیل تطبیقی شباهت‌هایی را در این زمینه نشان می‌دهد. تأثیر مذهب بر نگرش‌ها و رفتارهای مرتبط با باروری در میان سه جامعه ذکر شده
به‌طور کلی، تولدگرایی است.
افراد مذهبی به دلیل اعتقاد به قدرت بالاتری که از آنها در تربیت فرزندان حمایت می‌کند و آنها را از دلواپسی‌ها و نگرانی‌های والدینی نجات می‌دهد، می‌توانند اهداف باروری متفاوتی را شکل دهند. در حال حاضر شواهد تجربی وجود دارد که نشان می‌دهد برای افراد مذهبی‌تر، هزینه‌های فرزندآوری در مقایسه با افراد کمتر مذهبی اهمیت کمتری دارد. تفاوت در میزان حمایت و کمک‌های رفاهی دولت‌ها از خانواده‌ها ممکن است مهم باشد. در کشورهای سنتی و خانواده‌گرا، چنین حمایتی عموماً محدود است و انتظار می‌رود خانواده‌ها از خود مراقبت کنند. از مردان این کشورها انتظار می‌رود که امکانات مالی را برای حمایت از خانواده خود فراهم کنند. به عنوان مثال، در صورت بیکاری یا سایر مشکلات اقتصادی، مردان غیر مذهبی ممکن است نیت باروری خود را به میزان قابل توجهی محدود کنند، زیرا آنها دیگر قادر به حمایت از فرزندان دیگر نیستند. از سوی دیگر، مردان مذهبی‌تر در آن موقعیت، ممکن است قصد خود را برای داشتن فرزند حفظ کنند، زیرا ایمان آنها می‌تواند به آنها در مقابله با نگرانی در برابر مشکلات اقتصادی کمک کند. به‌طور کلی، این موضوع ممکن است منجر به تفاوت بزرگتر در نیات باروری بین مردان مذهبی بیشتر و کمتر در کشورهای سنتی شود.

### نقش جنسیتی
مکانیسمی که توسط آن نظام‌های جنسیتی ممکن است بر رابطه در سطح فردی بین دینداری و نیات باروری تأثیر بگذارد، حول این واقعیت است که ادیان خود نهادهای جنسیتی هستند. بسیاری از مذاهب نقش‌های جنسیتی سنتی را تبلیغ می‌کنند و قوانین متفاوتی برای مردان و زنان دارند. برای مثال، در کلیسای کاتولیک یا کلیسای ارتدکس روسی روسیه فقط مردان اجازه دارند کشیش شوند. بیشتر ادیان نیز سازوکارهایی را در رابطه با روابط جنسیتی در حوزه خصوصی ایجاد کرده‌اند و بر مطلوب بودن زن به عنوان مادری دلسوز و همسری خوب تأکید دارند. از سوی دیگر، از مردان انتظار می‌رود که شوهران و نان‌آوران خوبی باشند. بسیاری از ادیان از برابری جنسیتی یا آزادی زنان انتقاد می‌کنند.
برخی از مؤسسات مذهبی کشورهای غربی آموزه‌های خود را تعدیل کرده‌اند و به‌طور فزاینده‌ای شروع به ترویج برابری جنسیتی و مشارکت مردان در حوزه‌های خانگی و خصوصی کرده‌اند. در نتیجه، در کشورهای مترقی‌تر، مردان مذهبی ممکن است نیات باروری خود را کاهش داده باشند، زیرا سطح بالاتری از برابری جنسیتی مسئولیت‌های بیشتری را در حوزه خانواده و فرزندآوری بر عهده آنها می‌گذارد.
با استفاده از داده‌های ایالات متحده و تمرکز بر نقش‌های جنسیتی در خانواده ذکر شده است که مردان با نگرش برابری‌طلبانه تمایل بیشتری به داشتن فرزند دارند، در حالی که در میان زنان برعکس است.

### تحصیلات و فقر

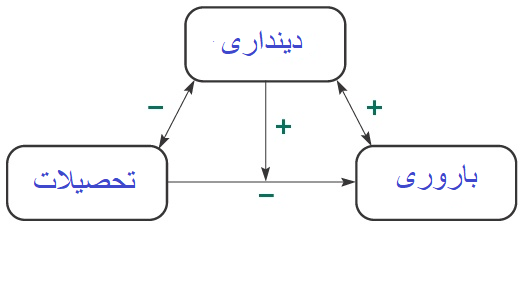
تأثیر متقابل دیندراری، تحصیلات و باروری

در میان بسیاری از عوامل تعیین‌کننده باروری که در کشورهای توسعه‌یافته مورد مطالعه قرار گرفته‌اند، میزان تحصیلات و وابستگی مذهبی عوامل مهم و متضاد هستند. در حالی که سطح باروری با تعلقات مذهبی افزایش می‌یابد، با سطح تحصیلات زنان کاهش می‌یابد. زنان با تحصیلات بهتر دیرتر ازدواج می‌کنند و فرزندان کمتری دارند.
به نظر می‌رسد که در گذشته اثر مثبت ثروت مردان بر افزایش فرزند یکی از ویژگی‌های مکرر جوامع کشاورزی و دامپروری انسانی بوده است. اما امروزه محققان دانشگاه ایست آنگلیا دریافتند که انتخاب طبیعی به نفع افراد فقیرتر با تحصیلات کم است.

### کودک‌همسری
در میان تمام مناطق جهان، شیوع ازدواج کودکان دختر در آفریقا بالاترین است. اگرچه اکثر این کشورها قوانین مدنی دارند که این عمل را غیرقانونی می‌داند، اما عمدتاً کودک‌همسری به دلیل اعمال و قوانین سنتی و مذهبی ادامه دارد. به‌طور خاص، در شمال نیجریه عمدتاً مسلمان، جایی که اکثر ایالت‌ها به شریعت در نیجریه به عنوان منبع اصلی قانون پایبند هستند، «تفسیر از متون مقدس»، که هیچ اشاره ای به سن ثابت ازدواج برای دختران نمی‌کنند.
علاوه بر این، از آنجایی که بسیاری از دخترانی که در کودکی ازدواج می‌کنند، اغلب تحصیل را ترک می‌کنند و از تحصیل محروم می‌شوند، سطح بی‌سوادی در میان زنان مسلمان شمال بیشتر از هر نقطه دیگر کشور است و رابطه مثبتی بین ازدواج کودکان دختر و بی‌سوادی در شمال وجود دارد. رئیس‌جمهور کشور نیجر در سال ۲۰۱۹ اعلام کرد که «قبل از رواج شریعت اسلام در این کشور، زنان در سن ۱۸ سالگی ازدواج می‌کردند، اما به دلیل برداشت نادرست از اسلام، زنان جوان در سن ۱۲ یا ۱۳ سالگی بچه‌دار می‌شوند این پدیده به نرخ انفجاری زاد و ولد در نیجر منجر شده است و مانع مبارزه این کشور برای سازگاری با بحران آب و هوا و حفظ منابع رو به کاهش آن است.» آمار کمیسیون مستقل حقوق بشر افغانستان نشان داد که حدود ۶۰ تا ۸۰ درصد از کل ازدواج‌ها در افغانستان اجباری و/یا  ازدواج در سنین پایین انجام می‌شود.

### جایگاه اجتماعی
جمعیت‌شناسان همواره از لحاظ تاریخی به رابطه بین باروری و مذهب در آفریقای جنوب صحرا به دلیل باروری بالا و محیط مذهبی پویا و اثرگذار منطقه علاقه‌مند بوده‌اند. به عنوان مثال، جان کالدول (جمعیت‌شناس) مقاله سال ۱۹۸۷ خود را با این متن آغاز می‌کنند: آفریقای جنوب صحرا ممکن است نسبت به هر منطقه دیگری مقاومت بیشتری در برابر کاهش باروری داشته باشد. این امر دلایل فرهنگی دارد و دارای ارتباط زیادی با نظام اعتقادی مذهبی‌ای است که مستقیماً در جهت حفظ باروری بالا عمل می‌کند و جامعه را به گونه‌ای شکل داده است که برای باروری بالا پاداش‌هایی قائل است.
از داستان‌ها و روایات تورات چنین برمی‌آید که باروری مهم‌ترین عامل ازدواج با زنان محسوب می‌شد. بر این اساس، زنی که توانایی باروری داشته باشد، عزیز و گرامی است و در عوض، زنی که دچار ناباروری باشد، جایگاه استواری در خانواده ندارد. از طرف دیگر، مردانی هم که نمی‌توانستند تولید مثل کنند با مشکلات زیادی مواجه بودند. در آیات عهد عتیق آمده است مردانی که توانایی تولید مثل ندارند، نباید در جماعت خداوند حاضر شوند.
در نتیجه پژوهشی که در ایالت پنجاب پاکستان انجام شد، مشخص شده است که برای زنان، مادری نه تنها منبع موقعیت و قدرت است، بلکه تنها راه تضمین امنیت زناشویی زنان است. همچنین زنان نسبت به مردان با پیامدهای روانی، اجتماعی، عاطفی و جسمی شدیدتری از بی‌فرزندی مواجهند.

### استقلال زنان
دین با تقویت دیدگاه‌های سنتی در مورد تبعیت زنان از مردان، نابرابری جنسیتی را ارتقا می‌دهد. به‌طور سنتی زنان قدرت‌های بسیار کمی در ادیان داشته‌اند. در کنفرانس جمعیت سازمان ملل متحد در قاهره در سال ۱۹۹۴، رهبران واتیکان و مسلمانان با جنبه‌هایی از تنظیم خانواده، به‌ویژه سقط جنین و استقلال زنان مخالفت کردند.
در نتیجه پژوهشی که در کشورهای آفریقای جنوب صحرا انجام گرفته آمده است، فرزندان کمتر با توانمندی اقتصادی زنان در ارتباط است. صرف نظر از کشور، زنان توانمندتر در مقایسه با همتایان کمتر توانمند خود، به‌طور قابل توجهی به داشتن فرزندان کمتری تمایل دارند. عناصر خاص در ارتباط با توانمندی زنان که برای اولویت‌های باروری مهم هستند شامل تحصیل، توسعه مهارت‌ها، قدرت تصمیم‌گیری و کنترل بر منابع خانوار است.

## روندهای آتی

نرخ کلی باروری یا یا نرخ فرزندآوری در کشورهای جهان در سال ۲۰۲۳
5-5.9
۶–۶٫۹ بچه
۵–۵٫۹ بچه
۴٫۵–۴٫۹ بچه
۴–۴٫۴ بچه
۳٫۵–۳٫۹ بچه
۳–۳٫۴ بچه
۲٫۶–۲٫۹ بچه
۲٫۳–۲٫۵ بچه
۲–۲٫۲ بچه
۱٫۸–۱٫۹ بچه
۱٫۶–۱٫۷ بچه
۱٫۴–۱٫۵ بچه
۱٫۲–۱٫۳ بچه
۱–۱٫۱ بچه
۰٫۸–۰٫۹ بچه

گزارش‌ها در سال ۲۰۱۲ از رشد نزدیک به ۳ درصدی جمعیت افغانستان خبر می‌دهند و بر طبق گفته صندوق جمعیت بین‌الملل میانگین برای هر زن پنج فرزند است، و اگر به این صورت ادامه پیدا کند جمعیت افغانستان در سال ۲۰۵۰ به ۲ برابر و حدود ۶۰ میلیون نفر می‌رسد.

| ۶–۶٫۹ بچه ۵–۵٫۹ بچه ۴٫۵–۴٫۹ بچه ۴–۴٫۴ بچه ۳٫۵–۳٫۹ بچه ۳–۳٫۴ بچه ۲٫۶–۲٫۹ بچه ۲٫۳–۲٫۵ بچه | ۲–۲٫۲ بچه ۱٫۸–۱٫۹ بچه ۱٫۶–۱٫۷ بچه ۱٫۴–۱٫۵ بچه ۱٫۲–۱٫۳ بچه ۱–۱٫۱ بچه ۰٫۸–۰٫۹ بچه |

### چشم‌انداز تحول
گلدشایدر استدلال می‌کند که تحول‌های اجتماعی شامل تغییر به سمت اندازهٔ خانواده کوچک‌تر است و دگرگونی‌های فرهنگی، ارزش‌های فرهنگی جدیدی را به ارمغان می‌آورند. این ارزش‌های فرهنگی در پاسخ به فرایندهای گستردهٔ توسعهٔ اقتصادی، افزایش تحصیلات، غربی‌شدگی و شهری‌سازی تغییر می‌کند. از آنجا که حمایت‌های فرهنگی پاسخی به شرایط جمعیتی اجتماعی و اقتصادی جدید است، جهت‌گیری‌های عرفی جانشین ارزش‌های دینیِ باروری به تعداد زیاد می‌شود. در طی این فرایند افراد، محور تصمیم‌گیری‌ها و انتخاب‌های عمدی یا آگاهانه هستند و خود دربارهٔ تعداد فرزندانشان در تناسب با شرایط اقتصادی تصمیم می‌گیرند.

### رشد بیشتر بنیادگرایان
اریک کافمن در کتاب آیا مذهبی‌ها زمین را به ارث می‌برند؟ نوشته است که قطبی شدن مذهب، علیرغم افزایش درآمد در کشورهای در حال توسعه، باعث افزایش بنیادگرایی در سراسر جهان شده است. «مذاهب معتدل» «تا حدی توسط دو نیرو از هم پاشیده می‌شوند، یکی از آنها سکولاریسم و دیگری بنیادگرایی است». مذاهب بنیادگرا مانند آناباپتیست، مورمون‌ها، یهودیان حریدی یا اسلام‌گرایان سلفی، به سرعت رشد کرده‌اند. افزایش بنیادگرایی تا حدودی به دلیل «سکولاریسم است که نظم دینی مستقر را به چالش می‌کشد و به نوعی دین پاسخ می‌دهد و می‌گوید، خوب ما در واقع باید مرزهایی را در مورد آنچه به آن اعتقاد داریم ترسیم کنیم، زیرا در غیر این صورت دین از بین می‌رود. کافمن می‌نویسد رشد سریع جمعیت در جهان در حال توسعه - به‌طور کلی به دنیای مذهبی‌تر منجر شده است. کافمن می‌افزاید این رشد بیشتر یک «اثر غیرمستقیم» دینداری است. «مردم به دلیل مذهبی بودن بچه‌دار نمی‌شوند. اتفاقی که می‌افتد این است که شما افرادی دارید که فقیر هستند، زنان تحصیلات پایینی دارند، بچه‌های زیادی دارند و اتفاقاً مذهبی هستند.» از آنجایی که کشورهای در حال توسعه در حال عبور از یک گذار جمعیتی هستند که در آن افزایش درآمد و دسترسی به آموزش و تنظیم خانواده منجر به کاهش نرخ باروری می‌شود، رشد جمعیت کند خواهد شد. اما به گفته وی، این روند کلی را معکوس نخواهد کرد.

### پیش‌بینی جمعیت
مشخصات دینی جهان به سرعت در حال تغییر است، که عمدتاً به دلیل تفاوت در نرخ باروری و اندازه جمعیت جوانان در میان ادیان اصلی جهان، و همچنین به دلیل تغییر عقیده‌های مردم است. در طول چهار دهه آینده:
- مسیحیان بزرگ‌ترین گروه مذهبی باقی خواهند ماند، اما اسلام سریعتر از هر دین بزرگ دیگری رشد خواهد کرد. اگر روند فعلی ادامه یابد، تا سال ۲۰۵۰ تعداد مسلمانان تقریباً برابر با تعداد مسیحیان در سراسر جهان خواهد بود.[۵۵]
- آتئیست‌ها، آگنوستیک‌ها و سایر افرادی که به هیچ دینی وابسته نیستند — اگرچه در کشورهایی مانند ایالات متحده و فرانسه افزایش می‌یابد — سهم رو به کاهشی از کل جمعیت جهان را تشکیل خواهند داد.[۵۵]
- در اروپا، مسلمانان ۱۰ درصد از کل جمعیت را تشکیل خواهند داد.[۵۵]
- هند اکثریت هندو را حفظ خواهد کرد، اما همچنین بیشترین جمعیت مسلمان را در بین کشورهای جهان خواهد داشت و از اندونزی پیشی می‌گیرد.[۵۵]
- در ایالات متحده، مسیحیان از بیش از سه چهارم جمعیت در سال ۲۰۱۰ به دو سوم در سال ۲۰۵۰ کاهش خواهند یافت و یهودیت دیگر بزرگ‌ترین دین غیر مسیحی نخواهد بود. تعداد مسلمانان در ایالات متحده بیشتر از افرادی است که بر اساس دین خود را یهودی معرفی می‌کنند.[۵۵]
- از هر ۱۰ مسیحی در جهان، چهار نفر در آفریقای جنوب صحرا زندگی می‌کنند.[۵۵]
- * جمعیت جهانی بودایی تقریباً به همان اندازه ای خواهد بود که در سال ۲۰۱۰ بود، در حالی که جمعیت هندوها و یهودیان بیشتر از امروز خواهند بود.[۵۵] بودایی‌ها در سال ۲۰۱۵ تقریباً ۷ درصد از جمعیت جهان را تشکیل می‌دادند، اما انتظار می‌رود تا سال ۲۰۶۰ به حدود ۵ درصد کاهش یابد. این به این دلیل است که بودایی‌ها نرخ باروری نسبتاً پایینی در مقایسه با سایر گروه‌های مذهبی دارند.[۹۶]